# Pithecopus
Pithecopus es un género de anfibios anuros de la familia de los filomedúsidos. Sus 11 especies se distribuyen en regiones templado-cálidas a cálidas de Sudamérica.

## Taxonomía
Descripción original

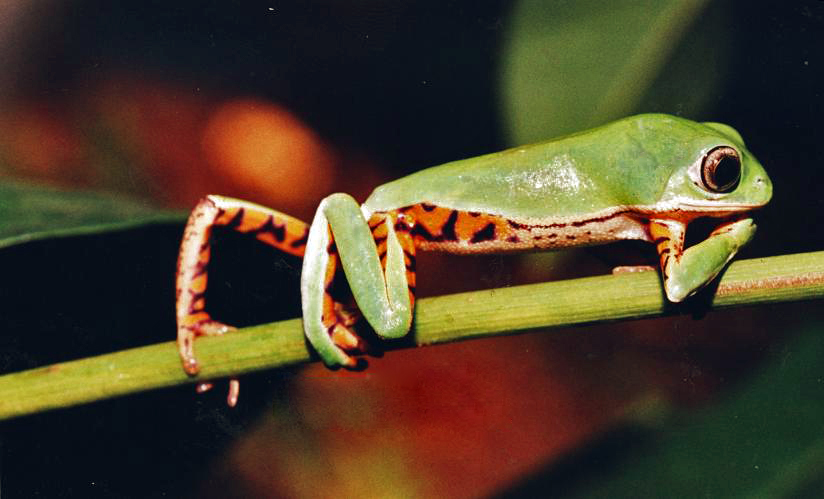
Pithecopus azureus.

Este género fue descrito originalmente en el año 1866 por el paleontólogo, anatomista comparativo, herpetólogo e ictiólogo estadounidense Edward Drinker Cope.
Historia taxonómica
En el año 1950 B. Lutz lo trató como un subgénero de Phyllomedusa, aunque posteriormente lo trató como género independiente. La pérdida de la categoría genérica fue definida por W. C. A. Bokermann, siendo así considerada por medio siglo. Dentro de Phyllomedusa sus especies eran agrupadas en un conjunto particular, el grupo Phyllomedusa hypochondrialis. En el año 2016 su condición de género pleno fue restablecida por W. E. Duellman, A. B. Marion y S. B. Hedges.
Subdivisión
Este género se compone de 11 especies:
- Pithecopus  araguaius Haga, Andrade, Bruschi, Recco-Pimentel, and Giaretta, 2017[10]
- Pithecopus ayeaye Lutz, 1966
- Pithecopus azureus (Cope, 1862)
- Pithecopus centralis (Bokermann, 1965)
- Pithecopus hypochondrialis (Daudin, 1800)
- Pithecopus megacephalus (Miranda-Ribeiro, 1926)
- Pithecopus nordestinus (Caramaschi, 2006)
- Pithecopus oreades (Brandão, 2002)
- Pithecopus palliatus (Peters, 1873)
- Pithecopus rohdei Mertens, 1926
- Pithecopus rusticus [11] Bruschi, Lucas, Garcia & Recco-Pimentel, 2015

## Distribución y hábitat
Las especies que lo integran tienen hábitos trepadores y viven en variados hábitats, mayormente forestales. Es un género exclusivo de América del Sur, con una amplia distribución al oriente de la cordillera de los Andes, desde Colombia, Venezuela y las Guayanas hasta el norte y centro de la Argentina.

## Galería
|                    |
| Pithecopus oreades |

|                            |
| Pithecopus hypochondrialis |

|                   |
| Pithecopus rohdei |

|                      |
| Pithecopus palliatus |